# Molí de Dalt (Cases Noves)
El Molí de Dalt és una obra de Querol (Alt Camp) inclosa a l'Inventari del Patrimoni Arquitectònic de Catalunya.

## Descripció
Conjunt de ruïnes que corresponen a dos molins, el de Dalt i el de Baix, i són coneguts com Els Molinots. El de Dalt tot ell derruït, llevat de dues petites estances d'uns dos metres d'ampla cobertes amb volta de canó, que corresponen al lloc on hi anaven els rodets i per on desguassava el molí, pel damunt s'hi veu la bassa i dos cacaus.

## Història
Al mateix lloc on desguassen els dos rodets referits s'inicia la bassa del molí de Baix. Sembla una construcció bastant antiga que bé podria correspondre al segle xiv.